# Daniel I-Chyau Wang
Daniel I-Chyau Wang (* 12. März 1936 in Nanking, Republik China; † 29. August 2020 in Cambridge, Massachusetts) war ein chinesisch-US-amerikanischer Biochemieingenieur am Massachusetts Institute of Technology.

## Leben und Wirken
Daniel I-Chyau Wang kam 1946 mit seiner Familie in die Vereinigten Staaten, sein Vater arbeitete dort für die nationalchinesische Regierung. Daniel Wang erwarb am Massachusetts Institute of Technology (MIT) 1959 einen Bachelor und 1961 einen Master und 1963 bei Arthur E. Humphrey an der University of Pennsylvania einen Ph.D., jeweils in Chemieingenieurwesen. Anschließend arbeitete er als Postdoktorand an den Fort Dietrich Biological Research Laboratories für die United States Army. Seit 1965 gehörte Wang zum Lehrkörper des MIT, wo er 1995 als Institute Professor die höchste akademische Position der Universität erreichte.
1985 war Wang treibende Kraft zur Gründung des Biotechnology Process Engineering Center am MIT. Er machte sich um die Kooperation des MIT mit Universitäten in Asien verdient, darunter die National University of Singapore. Wang übernahm zahlreiche Aufgaben in Kommissionen und Beratergremien, darunter für die National Academy of Engineering, die National Institutes of Health und das National Research Council. Von 1984 bis 1990 war er Herausgeber der Fachzeitschrift Biotechnology and Bioengineering. 2004 war er führend an der Gründung der Society for Biological Engineering innerhalb des American Institute of Chemical Engineers beteiligt.
Während seiner fünf Jahrzehnte überspannenden Karriere am MIT befasste sich Wang mit zahlreichen Aspekten des Bioingenieurwesens und der Konzipierung von Bioreaktoren, darunter gentechnische Manipulation von Mikroben und menschlichen Zellen, Fermentation, Bioprozesskontrolle, Enzymtechnik, Aufreinigungsverfahren oder Proteinfaltung.
Wang war Mitautor von fünf Fachbüchern, veröffentlichte mehr als 250 wissenschaftliche Publikationen, betreute 70 Doktoranden und war Inhaber von 15 Patenten. Laut Datenbank Scopus hat er einen h-Index von 66 (Stand Oktober 2023).
Daniel Wang war bis zu seinem Tod im Alter von 84 Jahren 54 Jahre lang mit Victoria Dawn verheiratet. Das Paar hatte einen Sohn.

## Auszeichnungen (Auswahl)
- 1985 Mitglied der American Academy of Arts and Sciences[2][3]
- 1986 Mitglied der National Academy of Engineering[4]
- 1992 Mitglied der Academia Sinica[5]
- 1994 William H. Walker Award des American Institute of Chemical Engineers[6]
- 2009/2010 Ehrendoktorat der Universidade Nova de Lisboa[7]

Seit 2014 heißt eine Ehrenvorlesung über Fortschritte in der Biotechnologie am MIT Daniel I.C. Wang Lecture. Seit 2019 vergibt das American Institute of Chemical Engineers den D.I.C. Wang Award for Excellence in Biochemical Engineering.